# Neritilia hawaiiensis
Neritilia hawaiiensis é uma espécie de gastrópode  da família Neritidae
É endémica dos Estados Unidos da América.